# Dźwięki ciszy
Dźwięki ciszy (ang. Soundless Wind Chime; chiń. 無聲風鈴; pinyin Wúshēng fēng líng) – dramat filmowy z 2009 roku, zrealizowany jako koprodukcja Hongkongu z Niemcami i Szwajcarią. Film wyreżyserował, w oparciu o własny scenariusz, Kit Hung. Koncept opowiedzianej przez niego historii opiera się na autobiograficznych przeżyciach reżysera. Dźwięki ciszy to drugi pełnometrażowy projekt Hunga, a pierwszy trwający dłużej niż pięćdziesiąt minut.
Akcja filmu, nieprzedstawiona w chronologicznej kolejności, toczy się na przemian w Pekinie oraz hongkońskich i szwajcarskich miastach. Osią konstrukcyjną fabuły jest ciężki związek miłosny dwójki imigrantów, Ricky'ego i Pascala.
Dźwięki ciszy to niezależna produkcja artystyczna. Obraz prezentowany był podczas światowych festiwali filmowych w latach 2009−2010 oraz uzyskał szereg prestiżowych wyróżnień, w tym nominację do nagrody Teddy na Berlinale w 2009.

## Opis fabuły
Film ogniskuje się na losach młodego imigranta z Chin, Ricky'ego, który zamieszkuje w dużym hongkońskim mieście. Chłopak pracuje jako kelner i dostawca posiłków w nisko sytuowanej restauracji oraz mieszka ze swoją ciotką-prostytutką. Pewnego dnia Ricky, przez własną nieuwagę, zostaje okradziony przez kieszonkowca Pascala. Dwudziestosiedmioletni Pascal pochodzi ze Szwajcarii i jest w związku z przestępcą Marcusem. Wyemigrował w poszukiwaniu wolności.
Pascal zostaje pobity przez Marcusa i odchodzi od niego bez słowa pożegnania. Błąkając się po ulicach miasta, trafia na Ricky'ego. Ten oferuje mu posiłek oraz przyprowadza go do swojego mieszkania. Mężczyźni zamieszkują razem i nawiązuje się między nimi uczuciowa relacja. Wspólnie spędzane dni przeistaczają się w tygodnie, a Pascal znajduje pracę jako nauczyciel języka angielskiego w jednym z przedszkoli. W międzyczasie w życiu szwajcarskiego imigranta pojawiają się także inni mężczyźni − domniemanie przyjaciele; zazdrosny jest o to Ricky. Związek Ricky'ego i Pascala jest mimo to udany do momentu, w którym oboje nie decydują się określić, czy oparty jest na szczerej miłości czy wzajemnym uzależnieniu. W niewyjaśniony (przez brak chronologii w filmie) sposób Pascal znika z życia Ricky'ego.
Parę lat później Ricky wyrusza w podróż do Europy. W Szwajcarii napotyka na swojej drodze mężczyznę łudząco podobnego do Pascala, Ueliego − nieśmiałego właściciela sklepu z antykami. Ueli posiada osobowość skrajnie różną od stanowczego i odważnego, lecz zamkniętego w sobie Pascala. W miarę rozwoju relacji pomiędzy Rickym a Uelim wyjaśniona zostaje prawda o przeszłości głównego bohatera z Pascalem.

## Obsada
- Lü Yulai − Ricky
- Bernhard Bulling − Pascal/Ueli
- Wella Zhang − ciotka Ricky'ego
- Gilles Tschudi − ojciec Pascala
- Ruth Schwegler − matka Pascala
- Marie Omlin − siostra Ueliego
- Hannes Lindenblatt − Marcus
- Eric Kwok − Steve
- Wong Yaxuan − matka Ricky'ego
- Fung Li (w czołówce jako Li Wai Foon) − właścicielka restauracji
- Xiaoyan Wang (w czołówce jako Wong Siu Yin) − Popo
- Jimmy Chung − przyjaciel Pascala
- Joe Ho − przyjaciel Pascala
- Jun Kanai − Pascal jako chłopiec
- Jackie Leung − "Śpiewający Anioł"

## Realizacja i wydanie filmu
Film kręcony był w Pekinie w Chinach oraz w małej szwajcarskiej miejscowości. Zdjęcia zrealizowano w 2008 roku.
Jak wyznał reżyser Kit Hung, Dźwięki ciszy to film o godzeniu się ze stratą, konfrontujący ze sobą różnice między zachodnią a wschodnią filozofią życia, postrzeganiem śmierci i tego, co następuje po niej. Film próbuje rozmyć granice wyznaczane przez normy etyczne, narodowość czy seksualność.
Hung wyjawił swoje artystyczne zapędy w wypowiedzi na temat konceptu projektu:

Chińczycy wierzą, że dusza zmarłego wraca do jego domu. Sporządza się dla niej specjalną zupę, która oczyszcza pamięć i przygotowuje do ponownego narodzenia. W 2003 roku odeszły trzy osoby, które były bardzo ważne w moim życiu: rodzice mojego partnera, mieszkający w małej szwajcarskiej wiosce, oraz mój przyjaciel, który popełnił samobójstwo. Czasami budzę się rano i wciąż jeszcze chcę do nich zadzwonić albo pojechać na ich piękną farmę. Ale to wszystko już odeszło.
Ta walka świadomości, że ktoś już odszedł, z podświadomym pragnieniem bycia blisko, była bezpośrednią inspiracją do nakręcenia "Dźwięków ciszy". Wierzę, że jest to uniwersalne uczucie wszystkich, którzy doświadczyli straty ukochanej osoby.

Światowa premiera filmu miała miejsce 9 lutego 2009 na 59. Międzynarodowym Festiwalu Filmowym w Berlinie. 23 lipca tego roku film trafił do dystrybucji kinowej w rodzimym Hongkongu. W latach 2009−2010 projekt prezentowany był widzom ogólnoświatowych festiwali w Hongkongu, we Włoszech, w Kanadzie, Brazylii, Hiszpanii, Czechach, Szwajcarii i Wielkiej Brytanii.
W Polsce 3 kwietnia 2011 Dźwięki ciszy zostały premierowo zaprezentowane w trakcie łódzkiego festiwalu Philips Cinema Mundi. 12 maja obraz został częścią Maratonu Równości w Łodzi, organizowanego przez Łódzką Grupę Lokalną Kampanii Przeciw Homofobii, a tydzień później, 18 maja, w ramach kameralnego przeglądu filmowego "O miłości między innymi", film wyemitowało kino „Pod Baranami”. Także w 2011 Dźwięki ciszy wydane zostały w specjalnie limitowanej edycji na nośnikach DVD przez Tongariro Releasing, dystrybutora specjalizującego się w publikacji kina o tematyce LGBT.

## Nagrody i wyróżnienia
- 2009, Berlin International Film Festival:
  - nominacja do nagrody Teddy w kategorii najlepszy film fabularny (nagrodzony: Kit Hung)
- 2009, Torino International Gay & Lesbian Film Festival:
  - Nagroda Audiencji (Kit Hung)
  - nagroda dla "najlepszego nowego reżysera" (Kit Hung)
  - Nagroda Specjalna Jury dla "najlepszego filmu fabularnego" (Kit Hung)
- 2009, Vancouver Queer Film Festival:
  - nagroda dla "najlepszego międzynarodowo dystrybuowanego filmu fabularnego" (Kit Hung)
- 2009, Chinese Film Forum, Beijing, China:
  - nagroda dla "najlepszego nowego aktora" (Lü Yulai)
- 2009, Lesgaicinemad − Madrid International Lesbian and Gay Film Festival:
  - nagroda dla "najlepszego reżysera" (Kit Hung)
  - nagroda dla "najlepszego aktora" (Lü Yulai)
- 2009, Montreal International Gay and Lesbian Film Festival:
  - nagroda Grand Prix du Jury w kategorii najlepszy film fabularny

Źródła:

## Ścieżka dźwiękowa
Filmowa ścieżka dźwiękowa wyprodukowana została przez Claudio Puntina i Insę Rudolph, członków zespołu jazzowego Sepiasonic. W filmie wykorzystana jest także twórczość artysty muzycznego Justina McGratha oraz utwór "Achoo Cha Cha" śpiewany przez chińską aktorkę oraz divę wokalną Grace Chang.